# Chartreuse de Monegros
Pour les articles homonymes, voir Chartreuse Notre-Dame (homonymie).
La chartreuse de Monegros ou chartreuse Notre-Dame-des-Sources, en espagnol cartuja de Nuestra Señora de las Fuentes,  est un ancien monastère de l'ordre des Chartreux qui se trouve en Aragon (Espagne)  à Sariñena, dans la comarque de Monegros (province de Huesca). Il s'agit d'une chartreuse construite au XVIIIe siècle en style baroque et fameuse pour la profusion de fresques qui couvre ses murs intérieurs. Ce monument est inscrit au patrimoine historico-artistique depuis 2002. C'est une propriété privée.

## Histoire
La chartreuse Notre-Dame-des-Sources, première à être fondée au royaume d'Aragon, date de 1507. Ses fondateurs sont le comte de Sástago, D. Blasco de Aragón, et son épouse, Doña Beatriz de Luna. L'endroit abritait auparavant un antique ermitage dédié à la Vierge sous le vocable de Notre Dame des Sources et abritait la tombeau d'un de leurs fils, Don Artal. Selon la tradition, une image de la Vierge  avait été trouvée tout près d'une source qui jaillissait là.. 

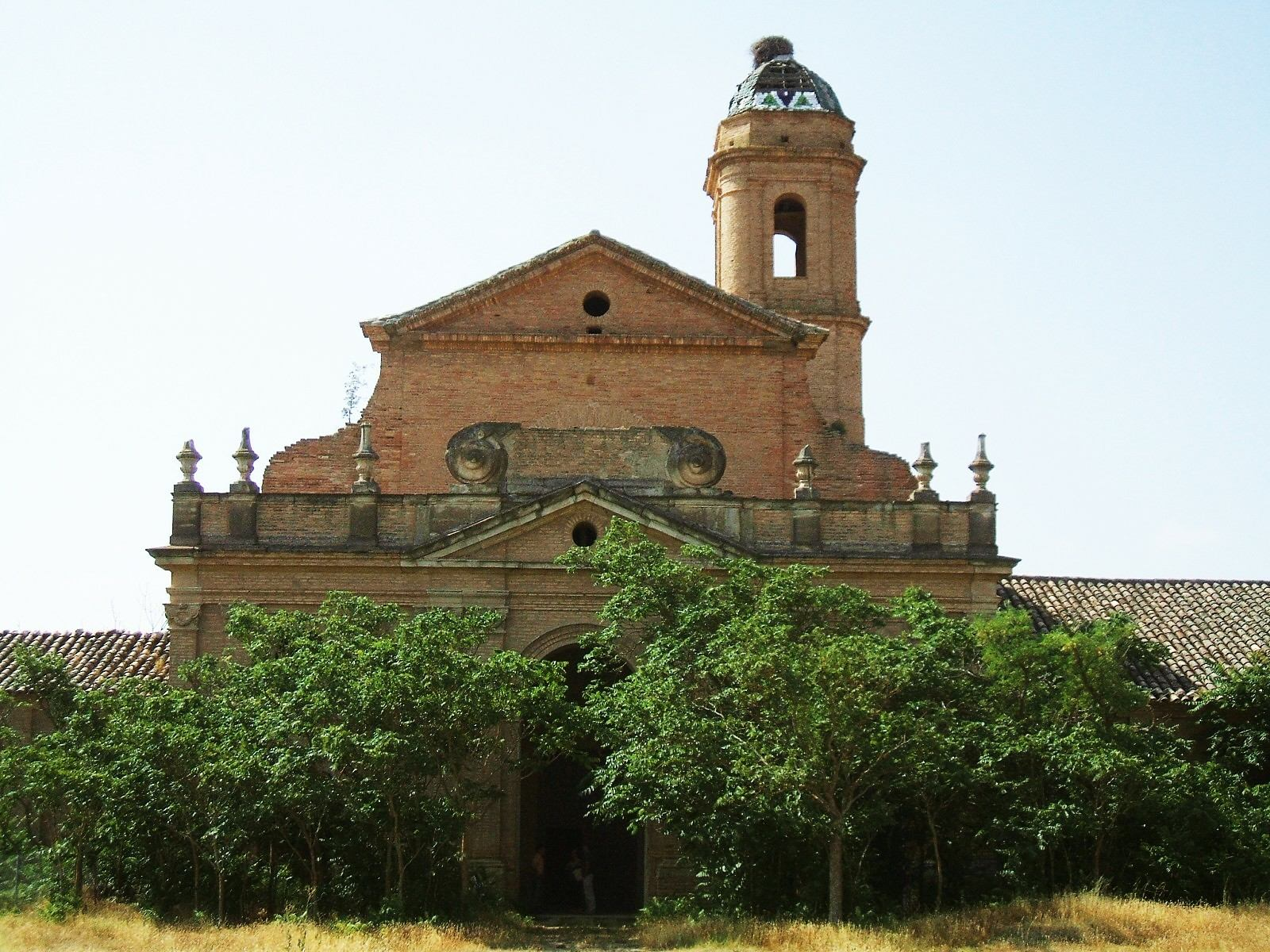
Façade de l'église

Les premières années de la chartreuse sont difficiles et se passent dans une grande pauvreté avec des installations sommaires. En effet, les fondateurs meurent prématurément et les premiers bienfaiteurs ne tardent pas non plus à mourir. De plus le climat est aride et la terre est quasiment stérile. Aussi les moines déménagent-ils dans ce qui devient un an plus tard (1563) la chartreuse d'Aula Dei, près de Saragosse et qui bénéficie de la protection de l'archevêque de Saragosse, Hernando d'Aragon (1498-1575).
Le monastère est vendu aux carmélites en 1565, mais quelques années plus tard les chartreux doivent reprendre le monastère afin de percevoir un héritage lié à la fondation. C'est ainsi qu'ils reviennent en 1589, surmontant les difficultés dues à un emplacement géographique inhospitalier. La communauté vit d'abord dans la pauvreté, mais dans la seconde moitié du XVIIe siècle, elle acquiert une vie plus digne, sans se départir de l'austérité de sa règle prescrivant le détachement et l'isolement érémitiques, afin de permettre une vie contemplative faite d'oraison. 
Les moines entreprennent donc la construction d'un nouvel ensemble architectural à un meilleur emplacement topographique, non loin de l'ancien monastère. Les travaux se poursuivent pendant une bonne partie du XVIIIe siècle, après la pose de la première pierre en 1717, et surtout entre 1745 et 1777, entrecoupés d'accidents comme l'écroulement d'une tour ou l'incendie des cuisines et des étables. 

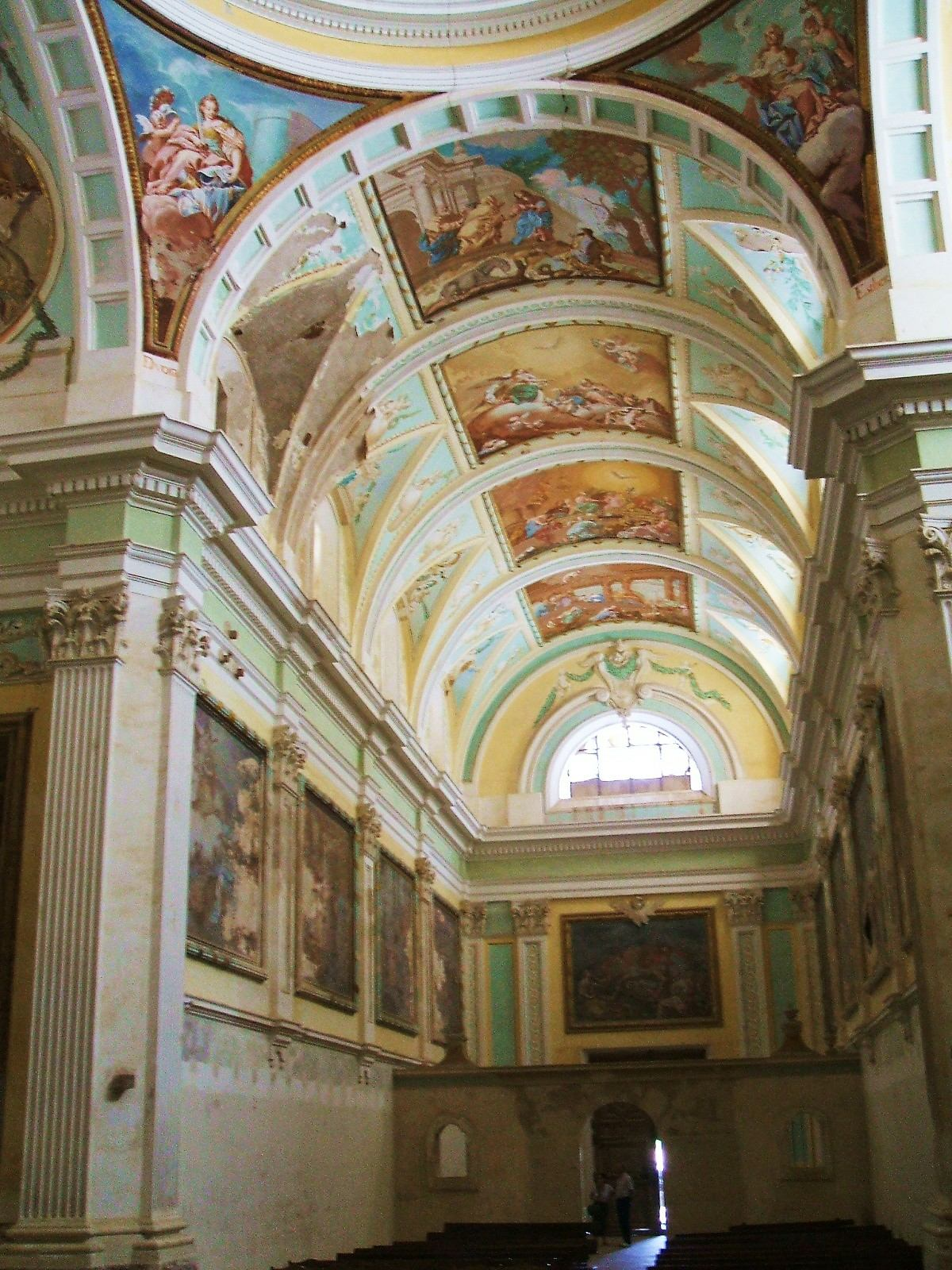
Nef de l'église

L'église est consacrée en 1777, lorsque le grand cloître est terminé avec sa grande aire centrale destinée aux sépultures et ses côtés donnant sur les cellules (c'est-à-dire des maisonnettes individuelles avec un jardinet) des moines et du prieur. Le monastère comprend aussi un petit cloître donnant sur les dépendances, des chapelles de dévotion, la salle capitulaire et la cellule du sacristain. L'église avec son sanctuaire donnant du côté du chevet, la chapelle absidiale, la tribune, son clocher et sa sacristie (du côté de l'évangile) se trouve à cet endroit. Le tout est clôturé et l'on y accède par une porterie abritant une dépendance pour les hôtes (les « étrangers », tels qu'ils sont nommés par les Statuts). Les derniers travaux concernent les « obédiences » (nom donné dans la règle cartusienne aux ateliers) et les logements des frères convers, en 1797. Les travaux ne sont pas achevés faute de moyens économiques et le cloître supplémentaire qui devait communiquer avec un réfectoire et des cuisines n'a pas pu être construit.  
Au début du XIXe siècle, la chartreuse de Monegros souffre des conséquences de la Guerre d'Indépendance. Entre 1820 et 1823, les chartreux doivent abandonner leur monastère à cause du gouvernement anticlérical et peu après en 1836 ils doivent le quitter définitivement car il est confisqué, comme tant d'autres, par les décrets de Mendizábal. C'est la fin d'une histoire plus que tricentenaire.
L'ancienne chartreuse passe à différents propriétaires privés, sert d'hôpital militaire pendant la guerre civile (1936-1939), et de ferme d'élevage. Ses usages successifs, le manque d'intérêt envers ses richesses artistiques, son état d'abandon et en définitive la négation de sa valeur historique causent des dommages irréversibles. Certaines dépendances sont quasiment en ruines, nombre de fresques sont perdues. En 2012, la chartreuse de Monegros est inscrite à la liste rouge du patrimoine par l'association Hispania Nostra à cause de sa détérioration progressive. Pourtant l'ensemble a été inscrit en 2002 comme bien d'intérêt culturel.

## Description artistique

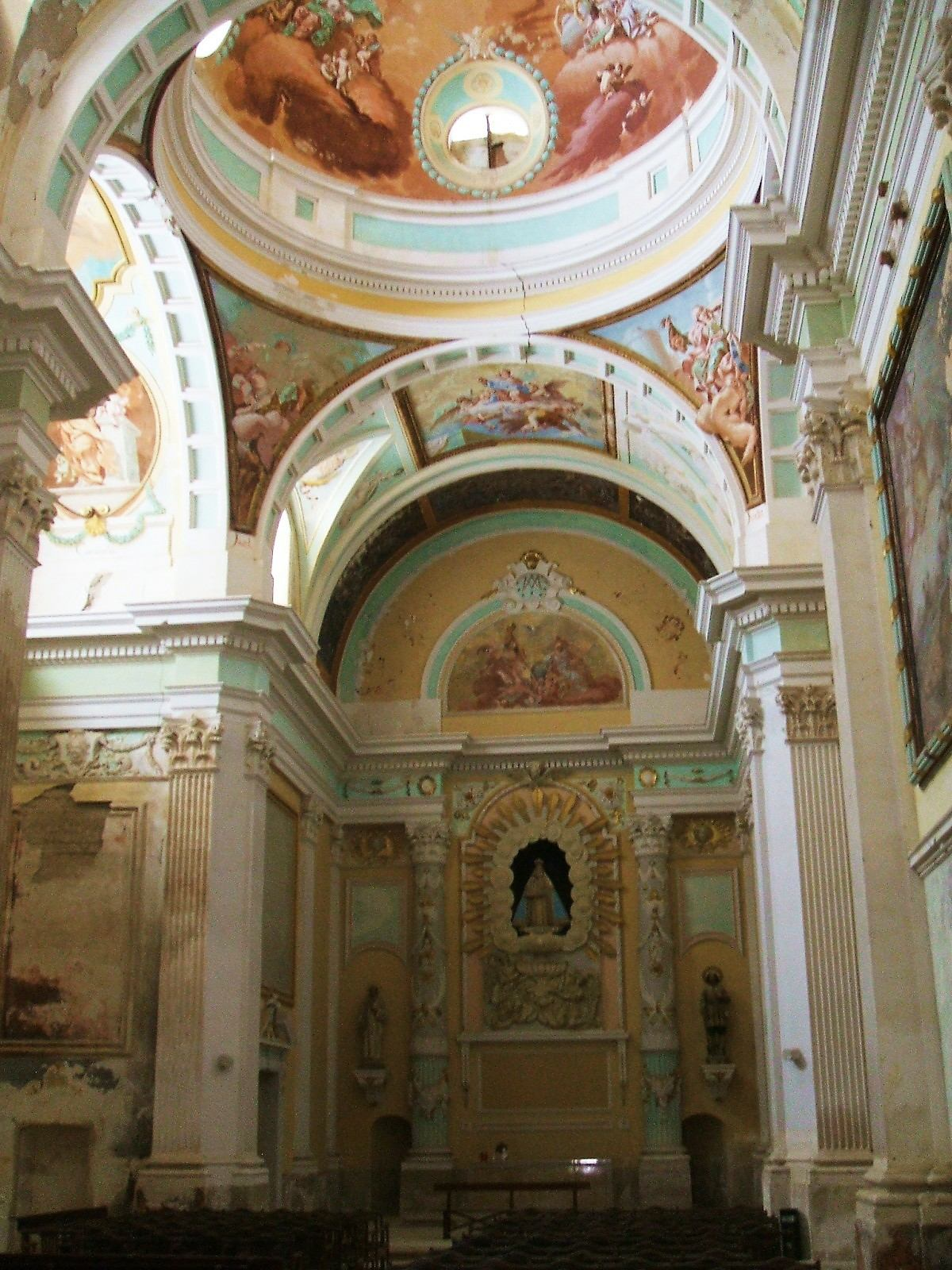
Croisée, Chapelle Majeure et autel de la Vierge

La chartreuse, bâtie majoritairement en brique, suit fidèlement le modèle typologique établi par l'ordre des Chartreux à partir du XVIe siècle, offrant un plan symétrique et rationnel, et dont les parties sont nettement différenciées. Celles-ci communiquent parfaitement entre elles. L'église est l'axe architectonique autour duquel s'articule le reste des dépendances. Le monastère est ceinturé d'une muraille rectangulaire l'isolant de l'extérieur. La porterie avec son hôtellerie en est le seul accès.
L'église, qui est fort spacieuse, présente un plan de croix latine avec un narthex en forme d'atrium, une nef unique de quatre travées, un transept peu prononcé et un chevet plat. La nef est voûtée avec des lunettes au-dessus des fenêtres et la croisée du transept est surmontée d'une coupole reposant sur des pendentifs avec quatre oculi. Ces quatre pendentifs soutiennent extérieurement un dôme-lanterne octogonal.
Du côté de l'évangile (c'est-à-dire au nord), on remarque une nef latérale, ou tribune, réservées aux fidèles visiteurs masculins. Le clocher s'élève au-dessus de la partie postérieure de l'Épître (sud) à l'angle que forme la dernière travée de la nef et le bras méridional du transept. La chapelle majeure accueille l'autel de la Vierge derrière le sanctuaire recouvert d'une coupole. Adossé au côté de l'épître se trouve le cloître dit des chapelles de dévotion et la salle capitulaire. 
À l'arrière de l'ensemble, l'on trouve le grand cloître avec les cellules des moines, les cuisines et d'autres dépendance de service, éléments qui présentent aujourd'hui différents états de ruine. Différents maîtres d'œuvre, tels que Juan Yarza y Romeo, Domingo Yarza y Maestro, Juan Puyol, Francisco Marcellán, José Julián Yarza y Lafuente, et peut-être Agustín Sanz y ont travaillé. Ceux-ci ont été financés par les frères Comenge, originaires de Lalueza.

### Peintures murales de fray Manuel Bayeu
La sobre architecture cartusienne du monastère se voit enrichie d'éléments classicistes du baroque tardif et surtout d'une profusion de fresques peintes entre 1770 et 1780 par le chartreux d'origine saragossane Manuel Bayeu (1740-1809), frère du peintre Francisco Bayeu et beau-frère de Goya. Fray Manuel Bayeu a conçu un vaste programme iconographique consistant en deux cent-cinquante compositions picturale à la fresque, appliquée en de brillantes couleurs. Elles recouvraient à l'origine toute la surface des murs, des coupoles et des voûtes, ainsi que les chapelles, l'intérieur du petit cloître, la sacristie et la salle capitulaire. 

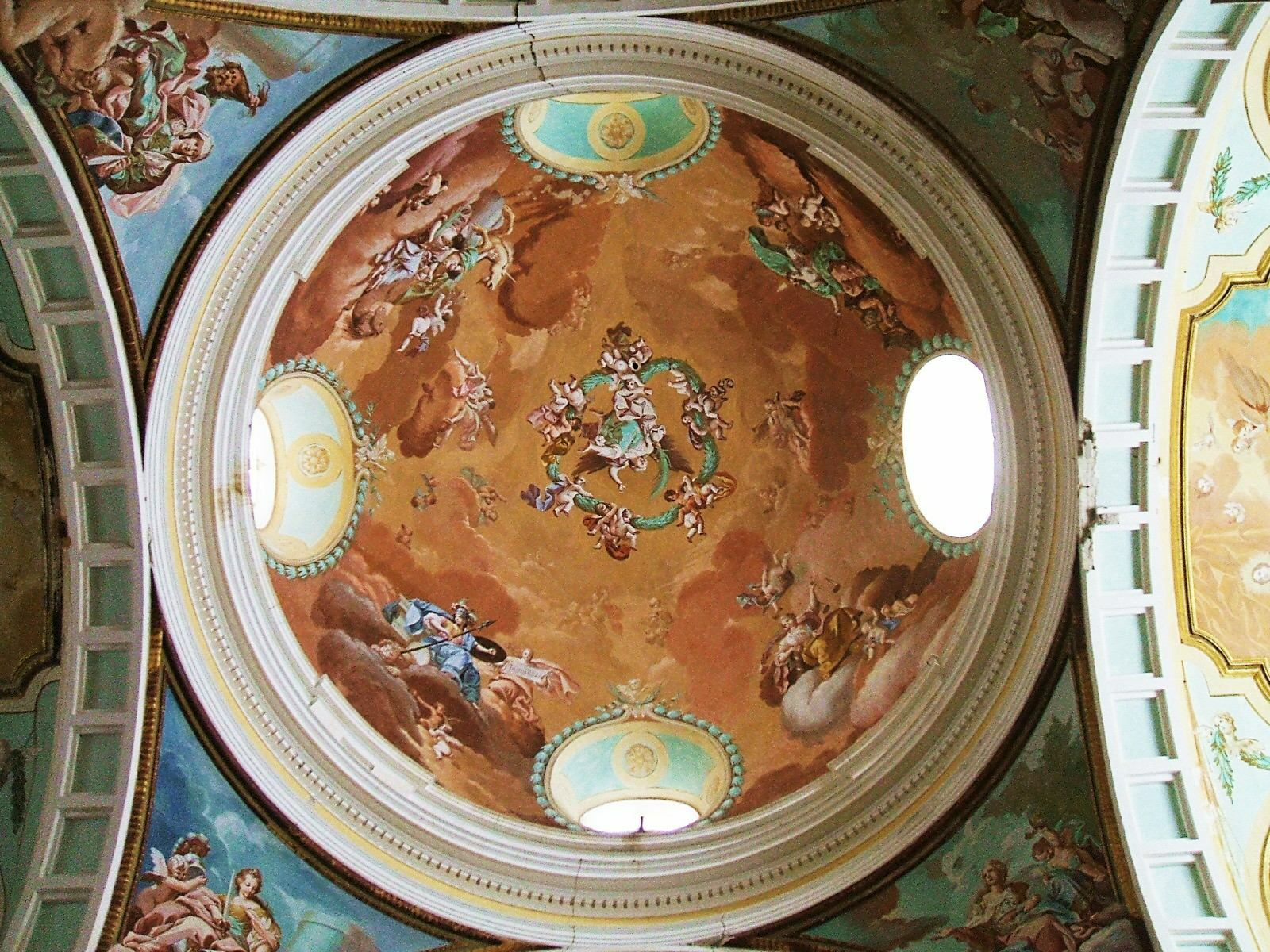
Voûte de la croisée du transept peinte par Fr. Manuel Bayeu.

Mais les vicissitudes du temps et la négligence des hommes ont irrémédiablement détruit de nombreuses compositions, spécialement celles du cloître des chapelles qui faisait mille mètres carrés. Les fresques relatent différents épisodes de la vie de Jésus et de Marie, des apôtres et de saints, et dépeignent aussi des mystères de la Foi et diverses allégories des vertus morales et religieuses.

## Localisation et accès
La chartreuse appartient au territoire de la commune de Sariñena, petite ville à distance de 15 km. Un petit hameau à 2 km du nom de La Cartuja de Monegros se trouve être l'ancien lieu de la première fondation. D'autres petits villages se trouvent à 6 km (San Juan de Flumén) et 5 km (Lanaja). L'isolement et l'état de dégradation du monument - qui est propriété privée - rendent son accès difficile. L'on ne peut visiter que certaines parties consolidées, comprenant le cloître des chapelles et la salle capitulaire, ainsi que l'église. Le grand cloître et les cuisines, ainsi que les dépendances, qui sont tous dans un état menaçant péril, ne se visitent pas. 
Les visites ne sont permises que le dimanche de 9 heures à 14 heures.

## Illustrations

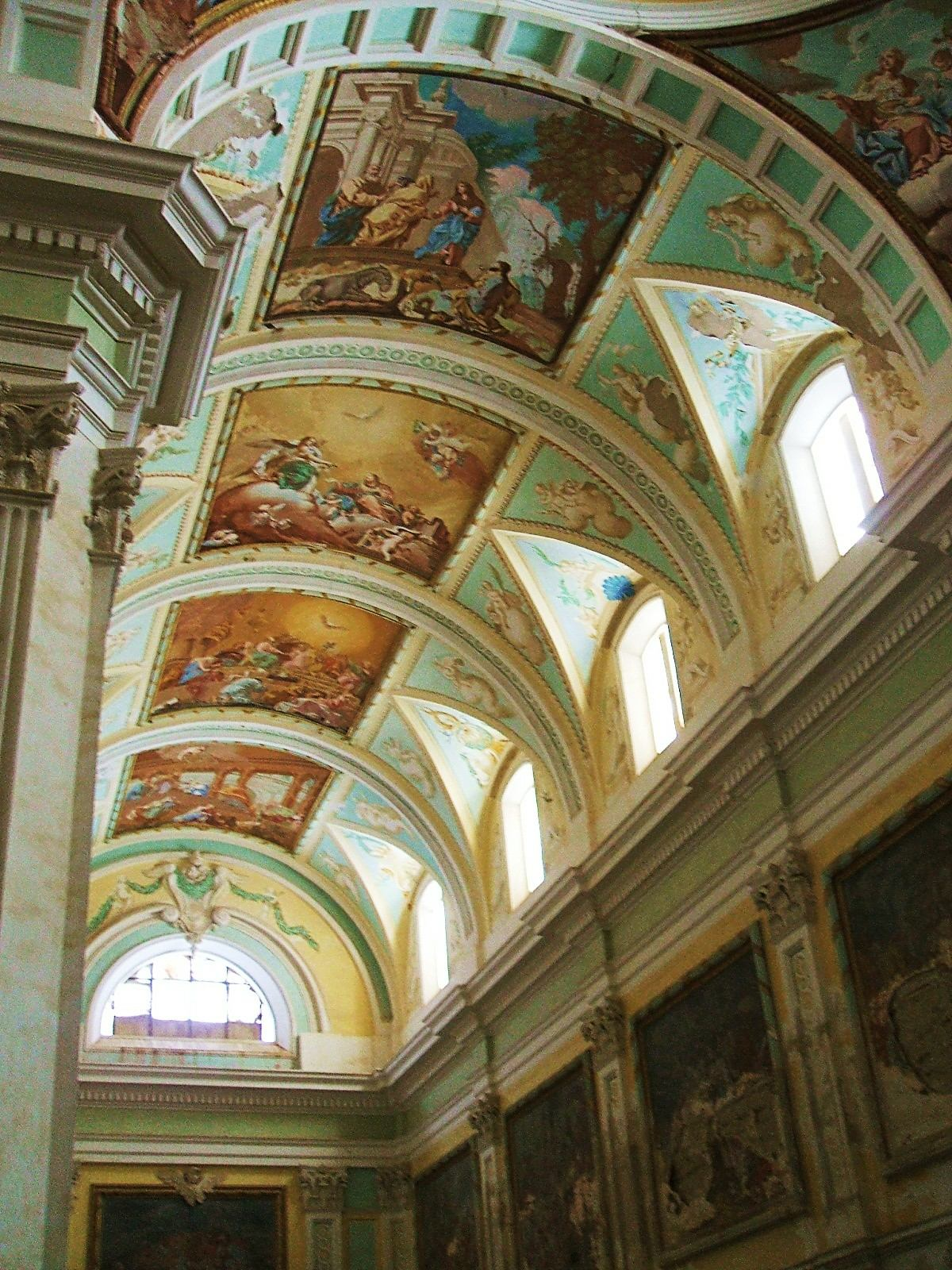
Voûte de la nef de l'église
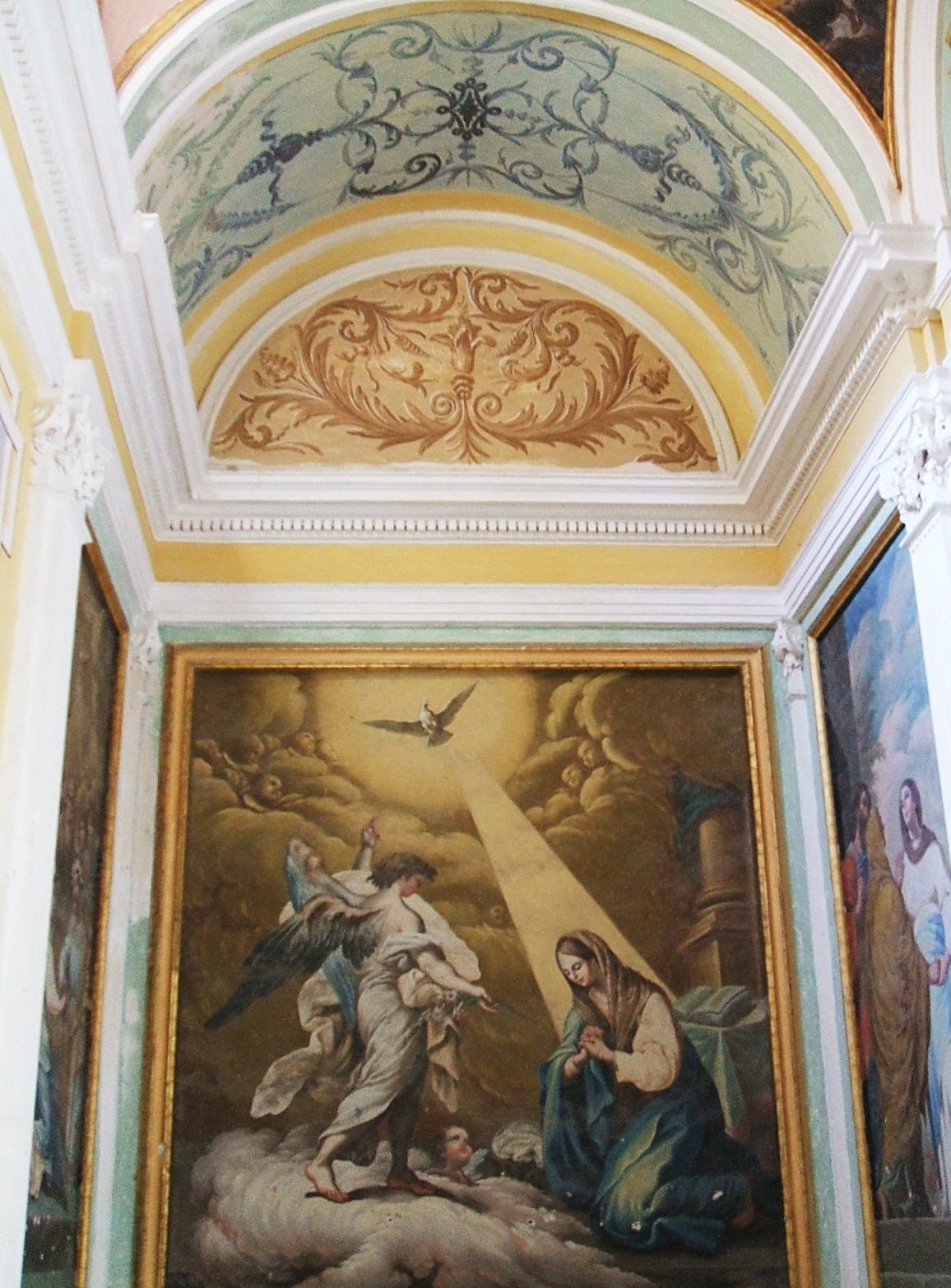
Chapelle de l'Annonciation, donnant sur le cloître
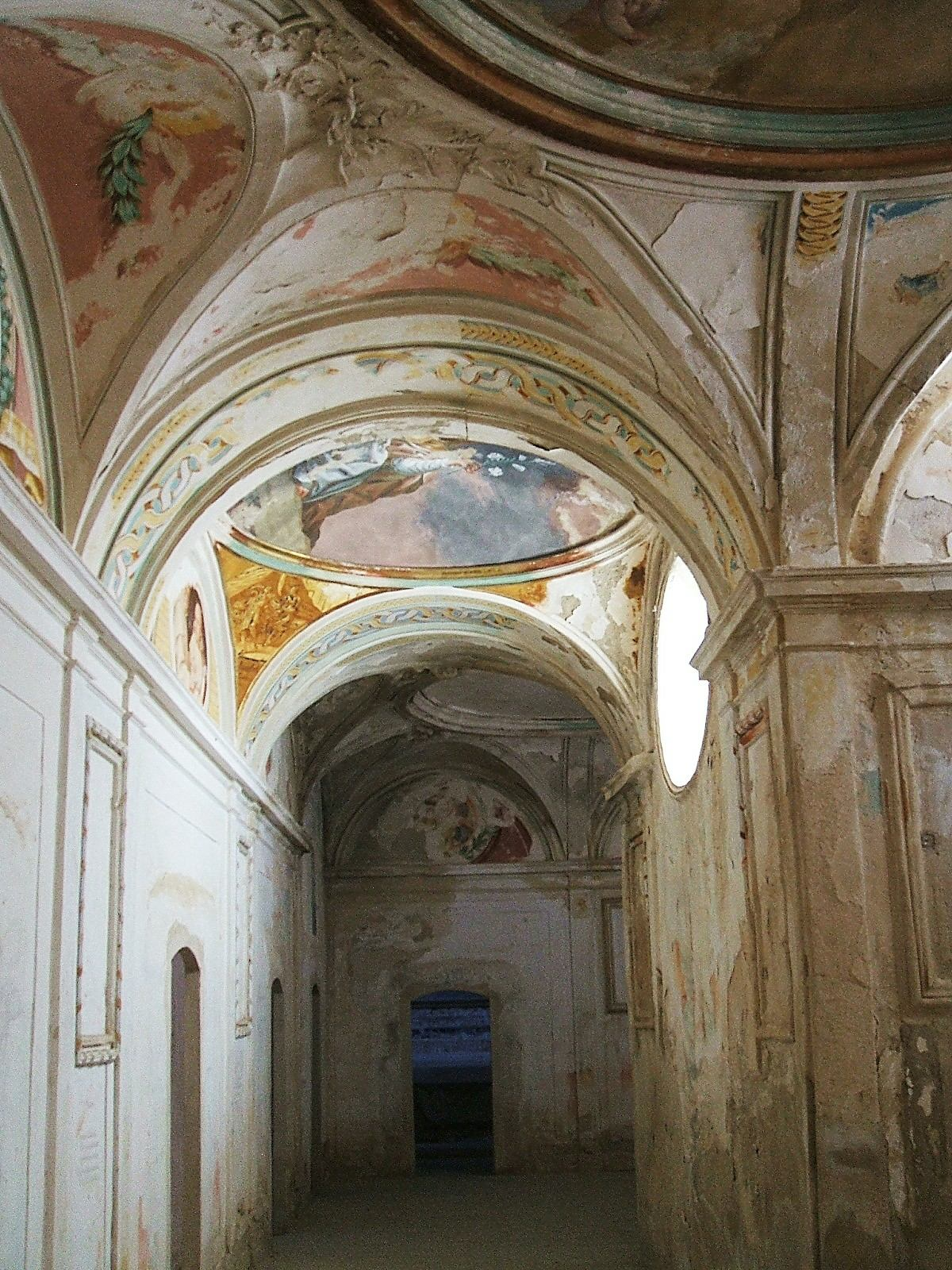
Cloître des chapelles, fresques dégradées, menacées de disparition.
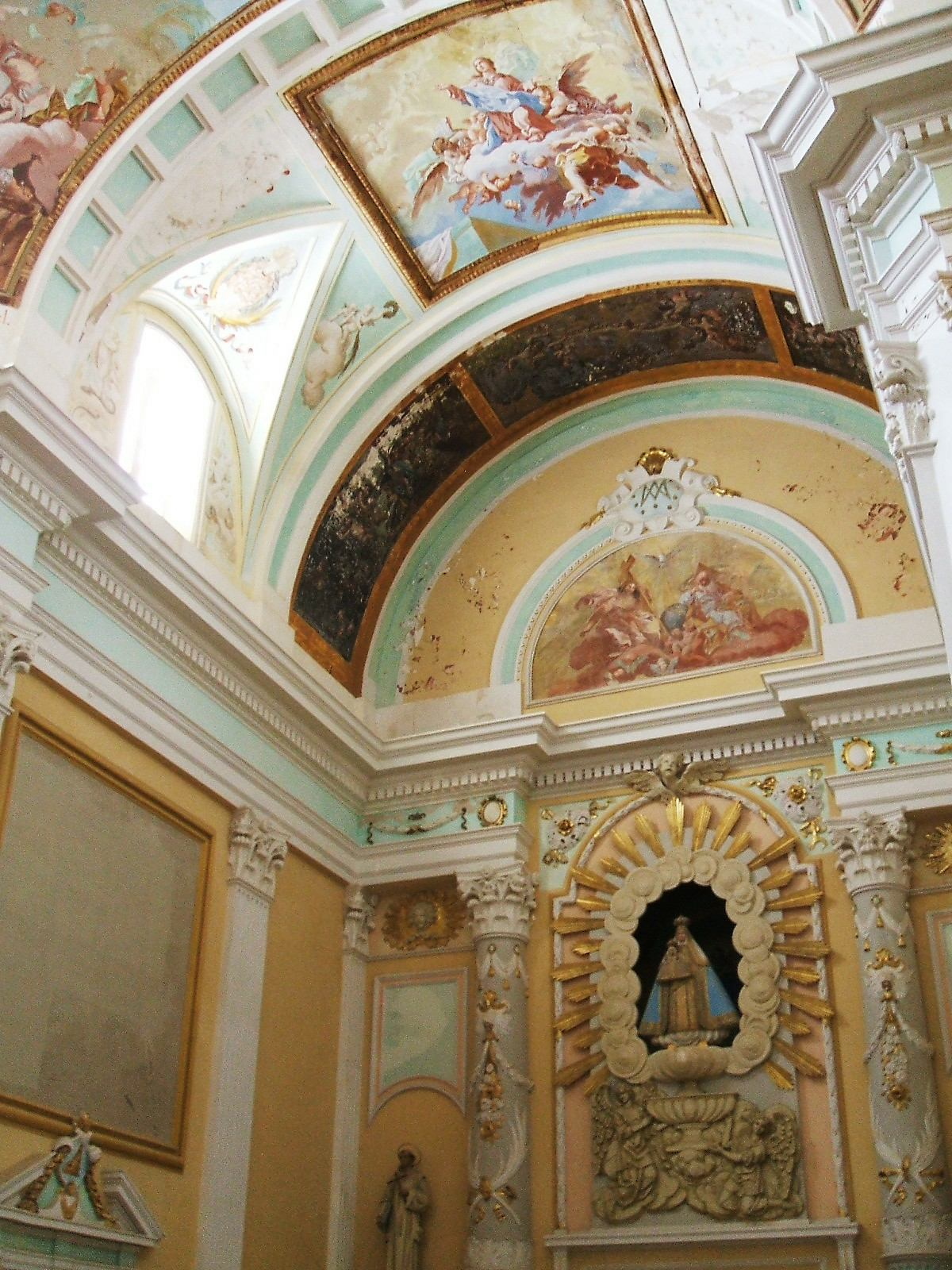
Chapelle Majeure avec l'autel de la Vierge
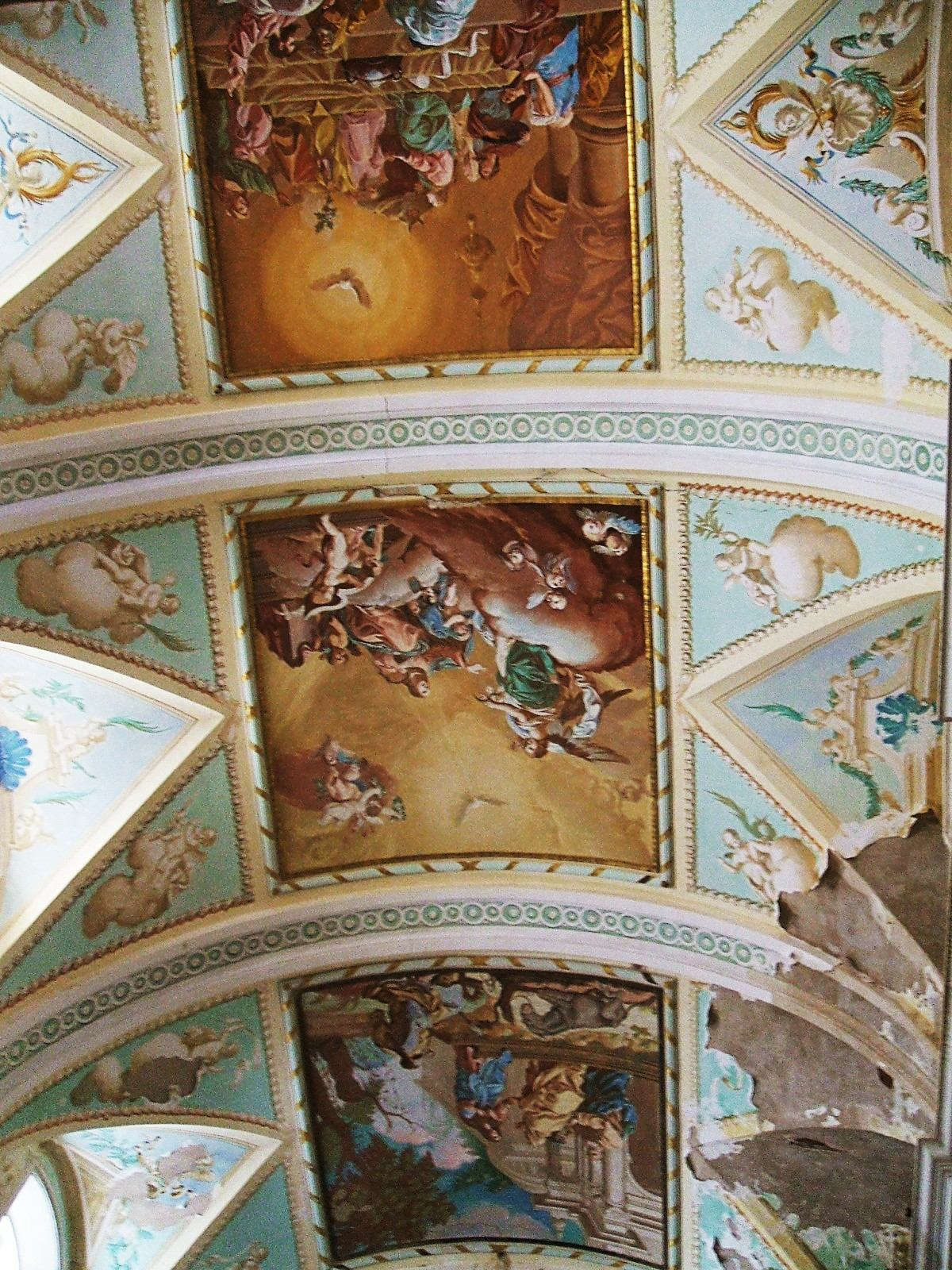
Fresques détériorées de la voûte
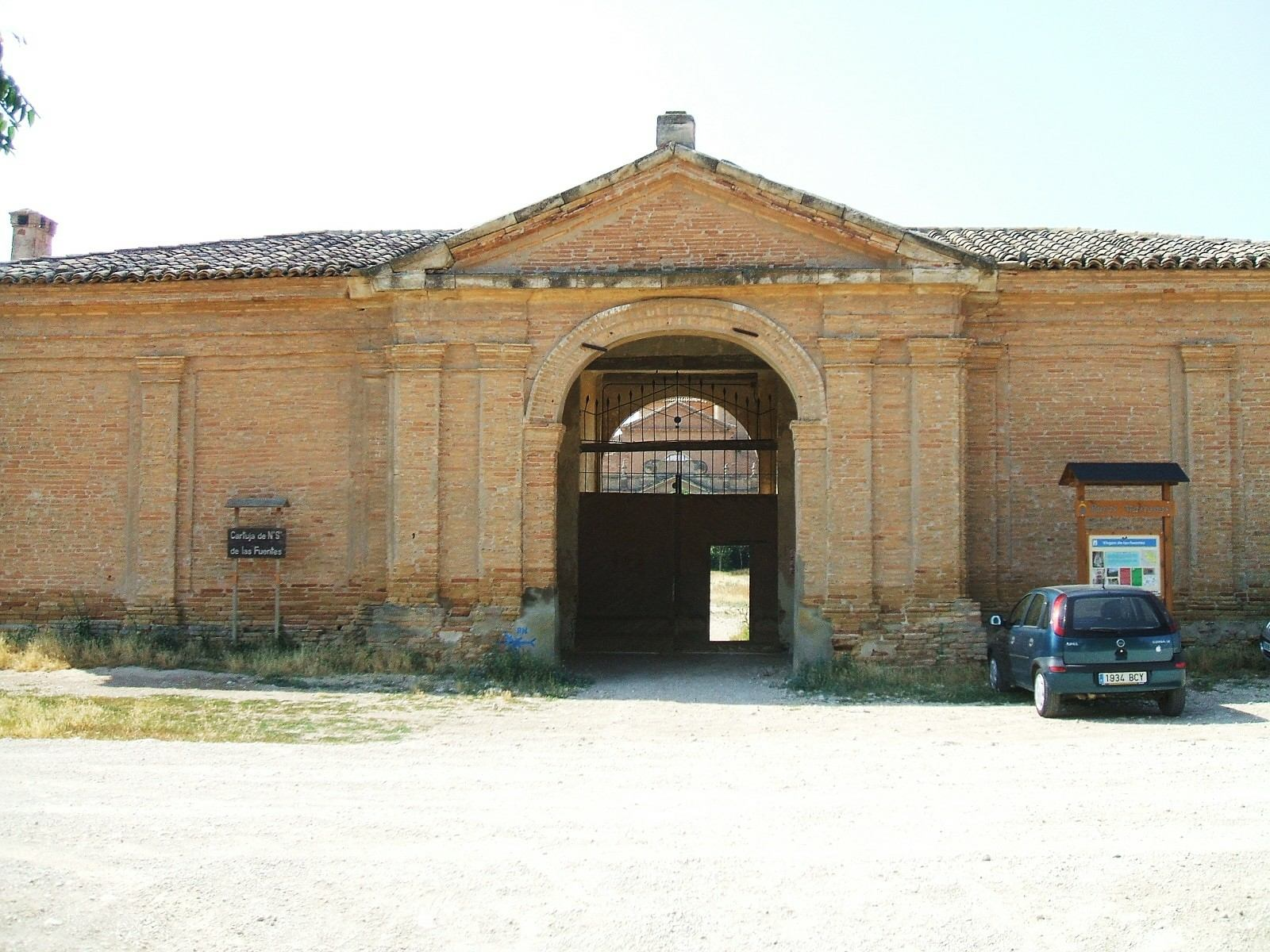
Porterie

## Bibliographie

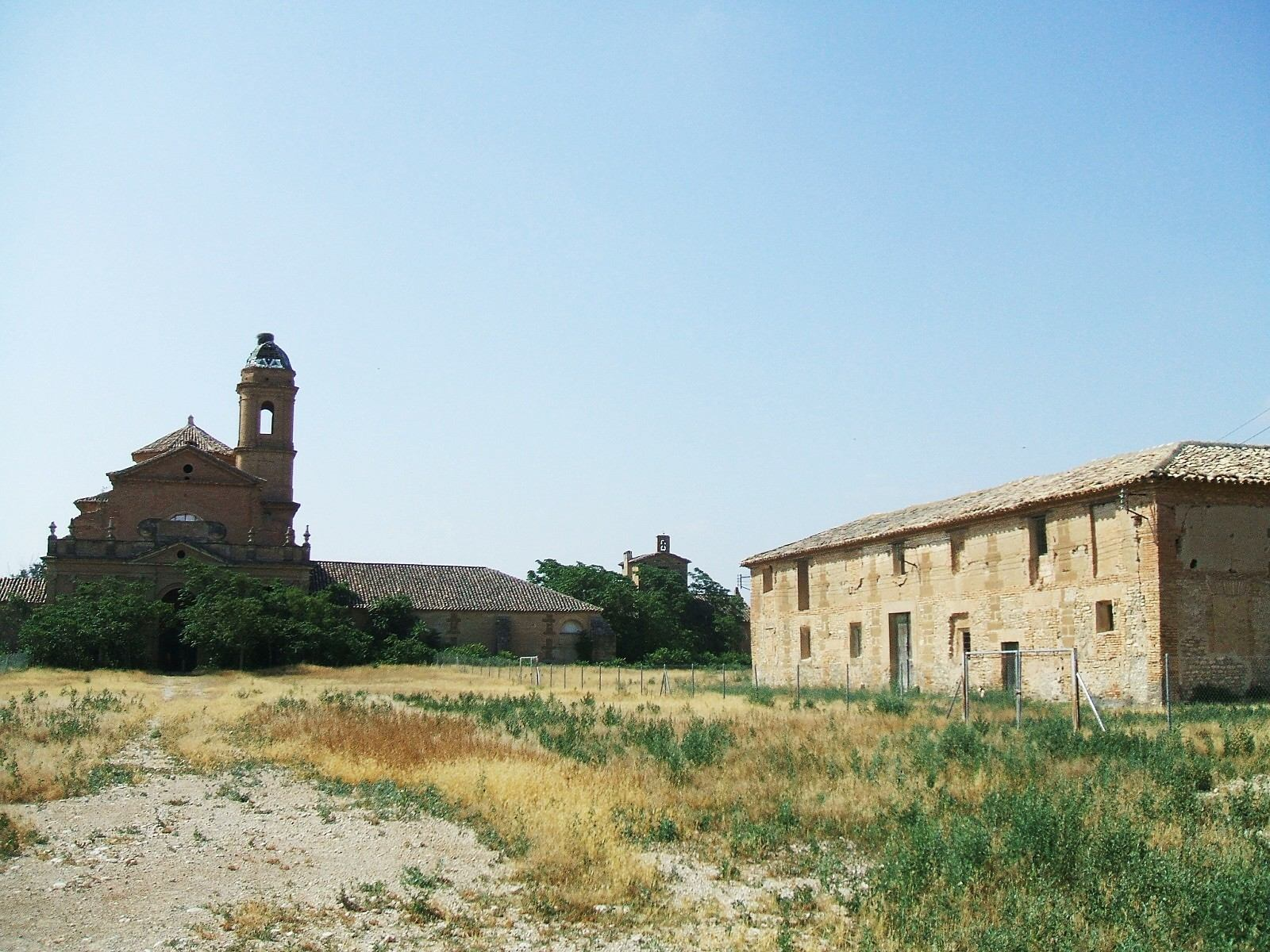
Parties dégradées de l'ancienne chartreuse

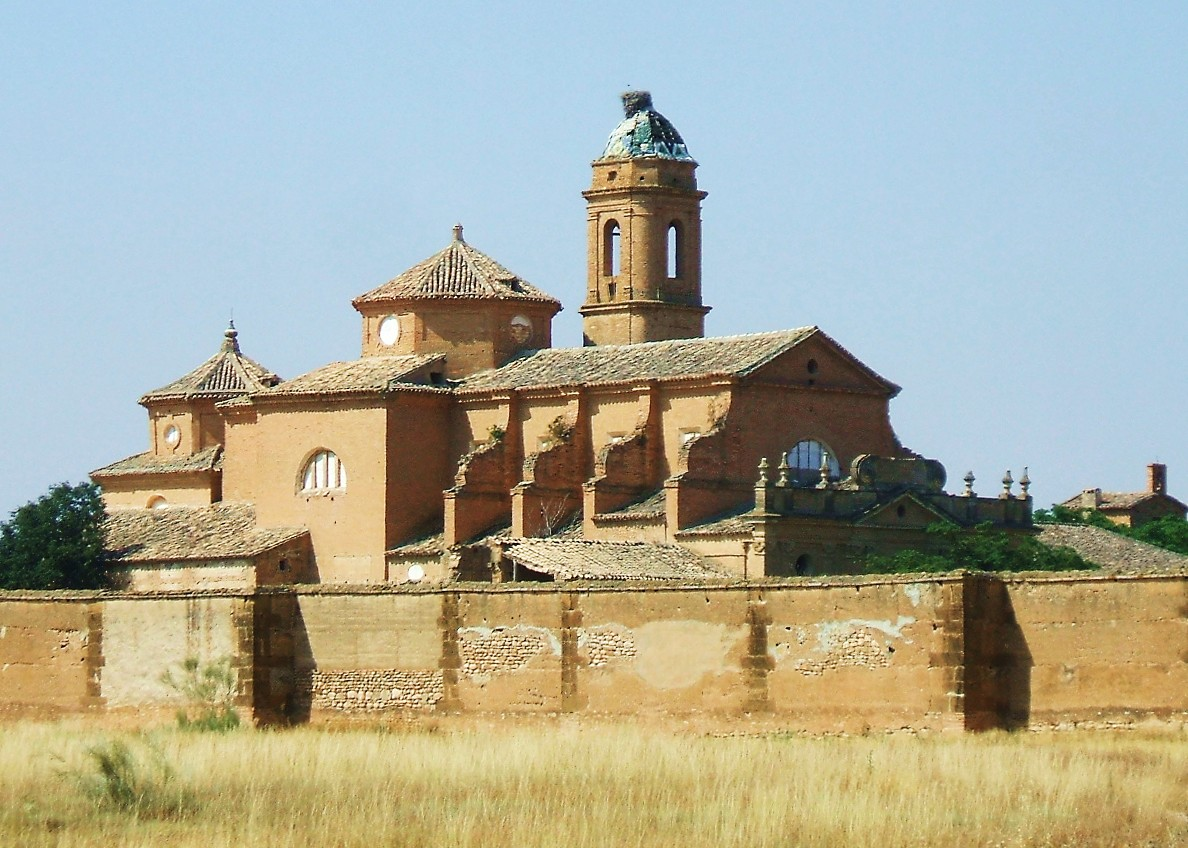
L'église avec son clocher menaçant ruine

### En espagnol
- Elena Barlès Báguena, Las cartujas construidas de nueva planta durante los siglos XVII y XVIII en la provincia cartujana de Cataluña: Ara Christi (Valencia), la Inmaculada Concepción (Zaragoza), Nuestra Señora de las Fuentes (Huesca) y Jesús Nazareno de Valldemosa (Mallorca), Artigrama, nº 10, 1993, pp. 629-636 (apartado de resúmenes de tesis doctorales).
- Elena Barlès Báguena, Una aproximación a la Orden Cartujana y a su arquitectura monástica, en LACARRA DUCAY, M.C. (coordinadora), Los monasterios aragoneses, Zaragoza, I.F.C., 1999, pp. 125-155.
- Elena Barlès Báguena, Fundadores y benefactores en las cartujas y su influencia en la vida de sus comunidades (siglos XVI y XVII). El emplazamiento de las cartujas aragonesas de Nuestra Señora de las Fuentes, Aula Dei y la Inmaculada Concepción en Los cartujos en Andalucía. Actas del congreso Cartujas Andaluzas, col. Analecta Cartusiana, nº 150, Salzbourg, éd. James Hogg, 1999, t. 1, pp. 1-24.
- Elena Barlès Báguena, La historia constructiva de la cartuja de Nuestra Señora de las Fuentes (Huesca, España), Analecta Cartusiana (nouvelle série) nº 7, 1992, pp. 5-42.
- Elena Barlès Báguena, Una visión general de los hechos acaecidos en España durante el siglo XIX y su repercusión en la vida y el patrimonio arquitectónico de las cartujas, Analecta Cartusiana : revue semestrielle, Centre de Recherches Cartusiennes, Volume: VI, nº 11-12, 1994, pp. 175-186.
- Elena Barlès Báguena et J.I. Ruata Calvo, La cartuja de Nuestra Señora de las Fuentes, Trébede, nº 51, 2001, pp. 19-28.
- Elena Barlès Báguena et José Ignacio Calvo Ruata, La cartuja de Nuestra Señora de las Fuentes, in Gonzalo GAVÍN GONZÁLEZ (coord.), Comarca de los Monegros, colección "Territorio", 16, Zaragoza, Gobierno de Aragón, 2005, pp. 197-214
- José Ignacio Calvo Ruata, La pintura de la cartuja de las Fuentes (Huesca). Aportación al estudio de fray Manuel Bayeu, Artigrama, nº5, 1988, pp. 280-282 (résumé de thèse).
- José Ignacio Calvo Ruata, La alegoría como tema pictórico en la Cartuja de Nuestra Señora de las Fuentes (Huesca), Analecta Cartusiana (nouvelle série), nº 3, 1990, pp. 79-94.
- José Ignacio Calvo Ruata, Cartas de fray Manuel Bayeu a Martín Zapater, Zaragoza, I.F.C. – Museo del Prado, 1996.
- José Ignacio Calvo Ruata, Vida y obra del pintor fray Manuel Bayeu, Artigrama, nº 13, 1998, pp. 450-456 (apartado de resúmenes de tesis doctorales).
- José Ignacio Calvo Ruata, Puntualizaciones sobre la estancia en Mallorca del cartujo y pintor fray Manuel Bayeu, Scala Dei, primera cartoixa de la Península Ibèrica i l’Orde Cartoixá (actas del Congreso Internacional celebrado en la antigua hospedería de la Cartuja de Scala Dei, septiembre de 1996), Tarragona, 2000, pp. 239-290.
- José Ignacio Calvo Ruata, Las pinturas murales de fray Manuel Bayeu en la Cartuja de Valldemosa (Mallorca), Princeps i reis. Promotors de l’Orde Cartoixá (actas del Congreso Internacional de la Cartuja de Valldemosa en el 600 aniversario de su fundación, septiembre de 1999), Palma de Mallorca, Universitat de les Illes Balears, 2003, pp. 169-192.
- José Ignacio Calvo Ruata, Fray Manuel Bayeu y Subías, in GAVÍN GONZÁLEZ, Gonzalo (coord.), Comarca de los Monegros, colección "Territorio", 16, Zaragoza, Gobierno de Aragón, 2005, pp. 228-236.
- J.L. Morales y Marín, Los Bayeu, Zaragoza, 1979.
- E. Pardo Canalís, Notas para el estudio de fray Manuel Bayeu, Seminario de Arte Aragonés, III, 1951, pp. 49-57.

### En français
- Elena Barlès Báguena, La typologie architecturale de la chartreuse d'Aula Dei (Saragosse): Innovations et répercussions sur l'architecture cartusienne en Espagne, in Alain Girard et Daniel Le Blévec (coords.), Les Chartreux et l'art du XIVe siècle au XVIIIe siècle, Paris, Les Éditions du Cerf, 1989, pp. 276-290.